# Bandiera di Guam
La bandiera di Guam ha raffigurato il sigillo di Guam su sfondo blu bordato di rosso.
Nello stemma a mandorla è raffigurata la baia della capitale Hagåtña e la scritta in rosso GUAM.
La bandiera è stata adottata il 9 febbraio 1948 e può essere esposta ufficialmente solo assieme a quella degli Stati Uniti d'America.